# Käthe Buchlerová
Käthe Buchlerová (nepřechýleně Käthe Buchler; 11. října 1876, Braunschweig – 14. září 1930, Brunswick) byla německá fotografka.

## Životopis
Buchlerová rozená von Rhamm se narodila 11. října 1876 v Braunschweigu v Německu. Její manžel jako samouk dal Buchlerové její první fotoaparát (binokulární Voigtländer) v roce 1901. Během první světové války Buchlerová zaznamenávala každodenní život v Braunschweigu, včetně válečného úsilí, osiřelých dětí a zraněných vojáků. Buchlerová pracovala hlavně s černobílým filmem, ale také experimentovala s novým procesem autochrom.
Buchlerová zemřel 14. září 1930 v Brunswicku. V roce 2003 byl archiv 1 000 černobílých tisků a 175 barevných autochromových desek darován Museum für Photographie (Muzeum fotografie Braunschweig). V letech 2017 a 2018 byla na University of Hertfordshire a University of Birmingham uskutečněna výstava díla autorky Beyond the Battlefields: Käthe Buchler's Photographs of Germany in the Great War.

## Galerie

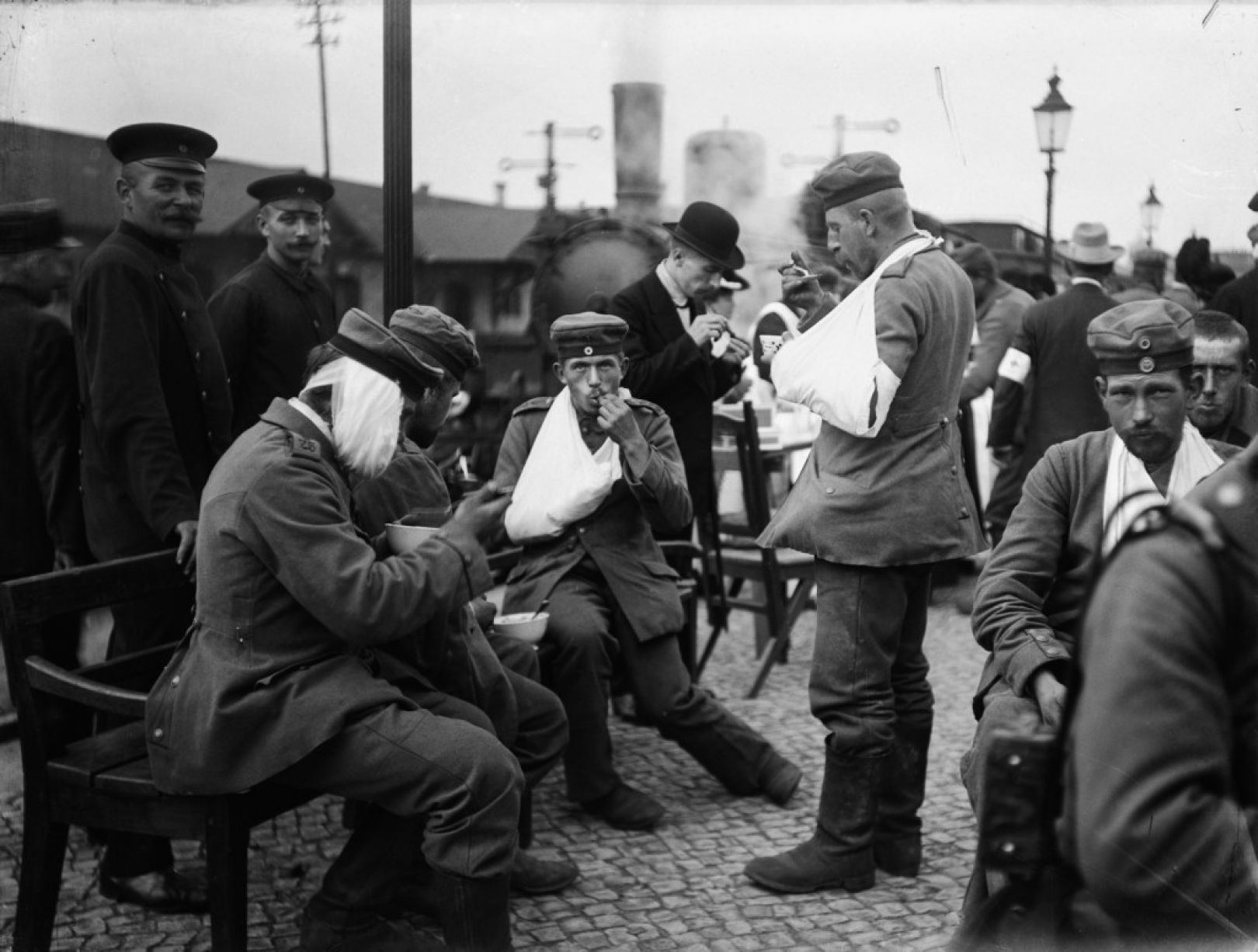
Braunschweig v první světové válce
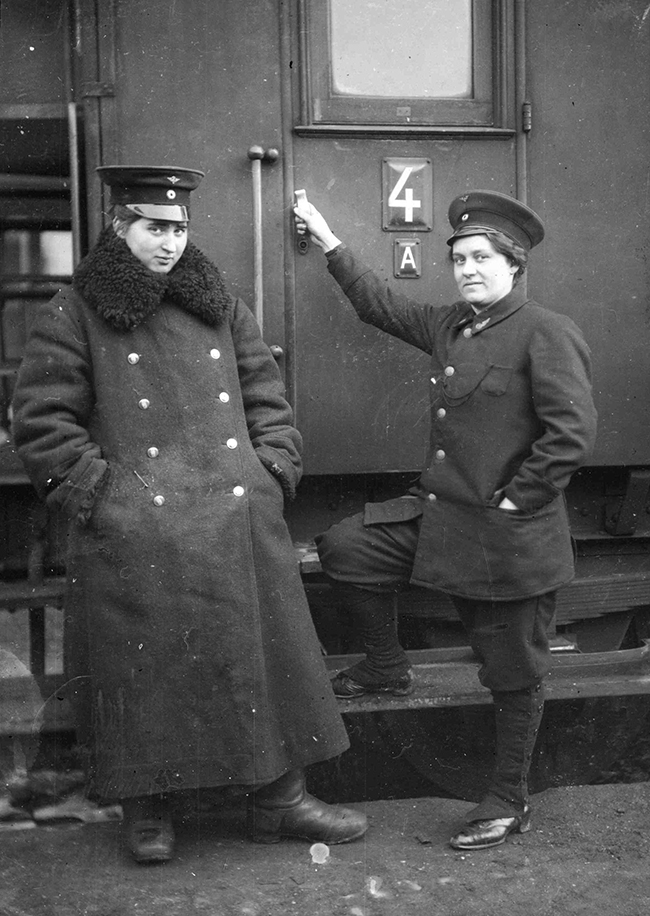
Průvodčí v Braunschweigu
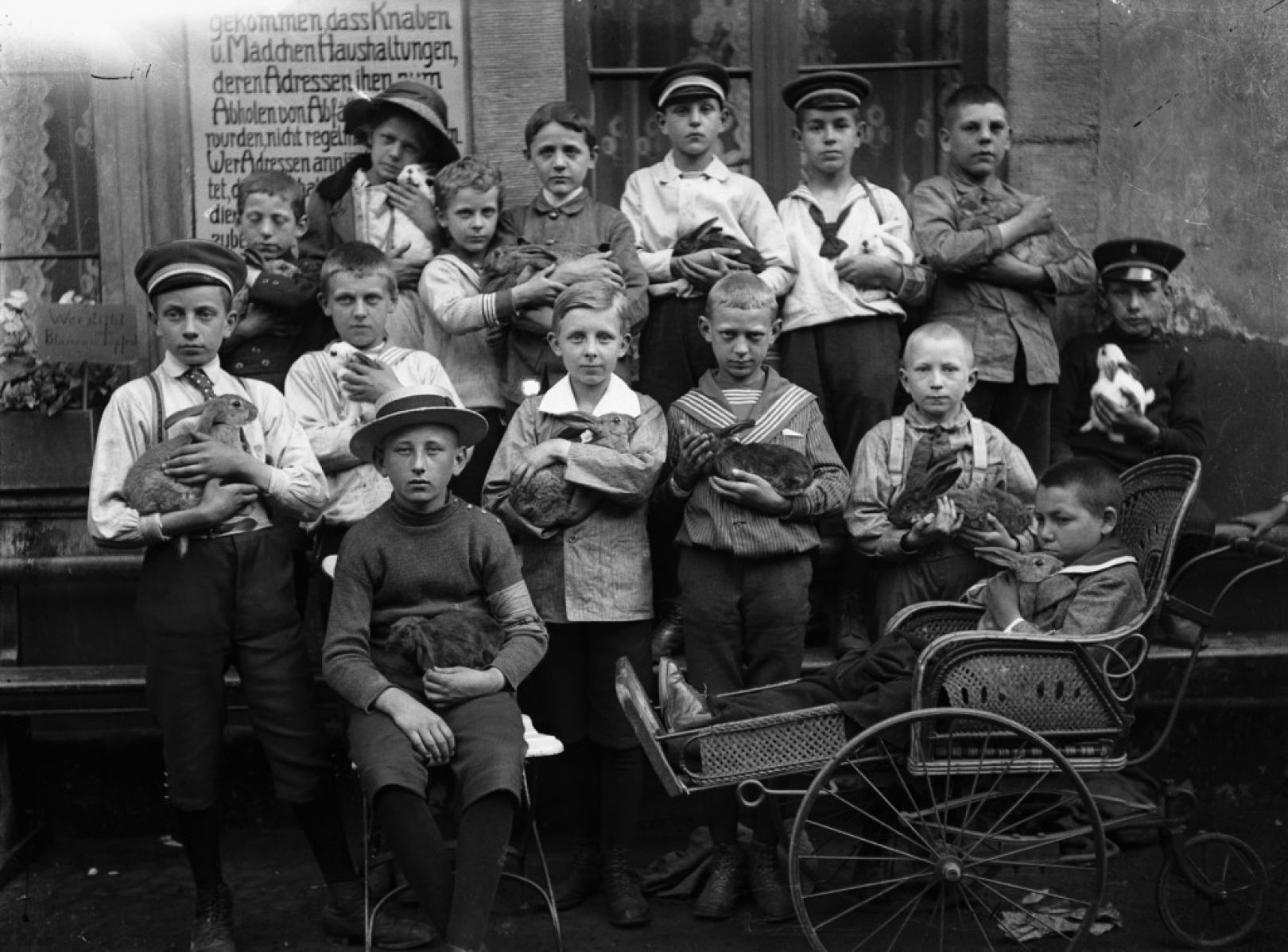
Braunschweig v první světové válce
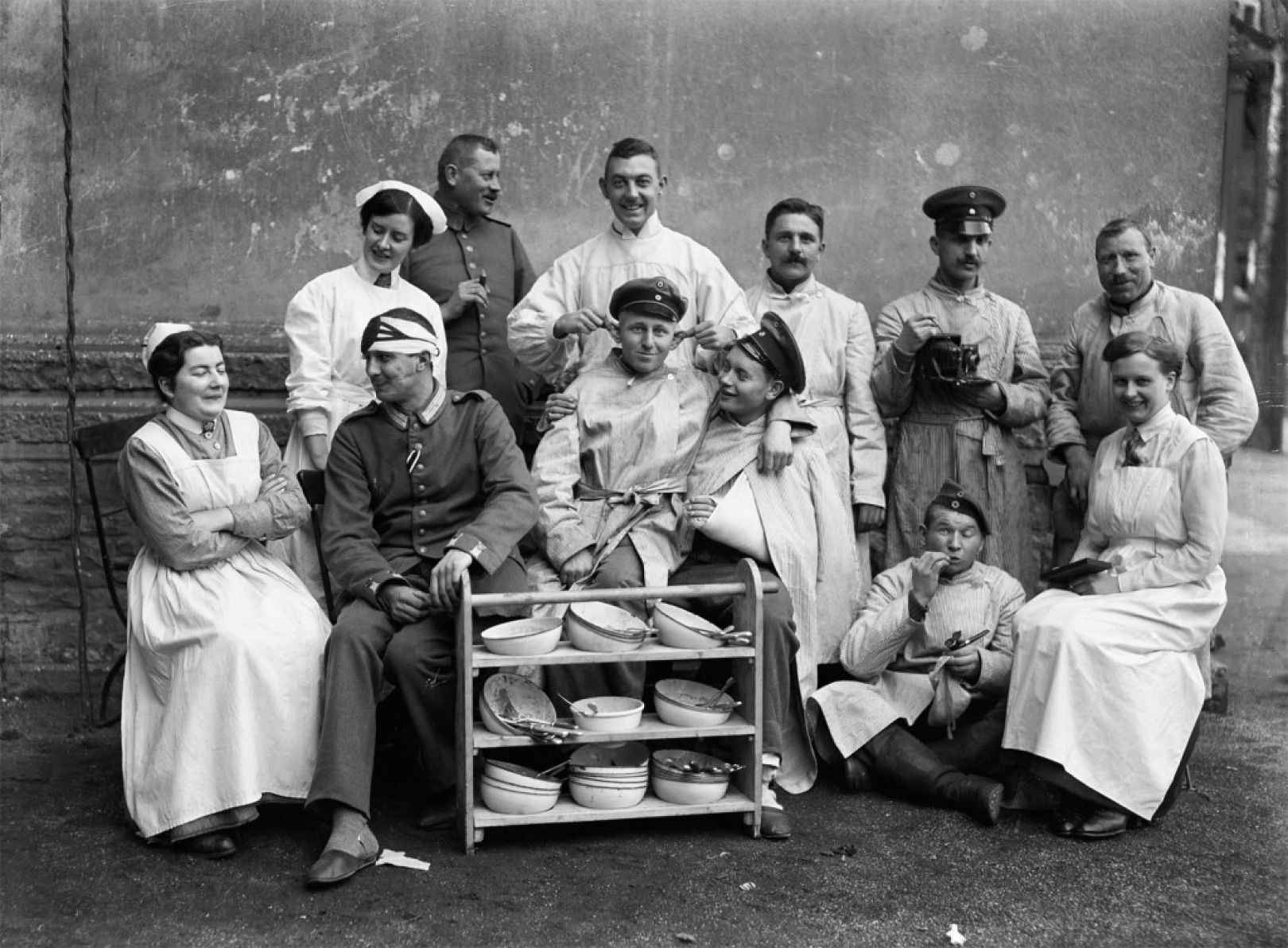
Braunschweig v první světové válce
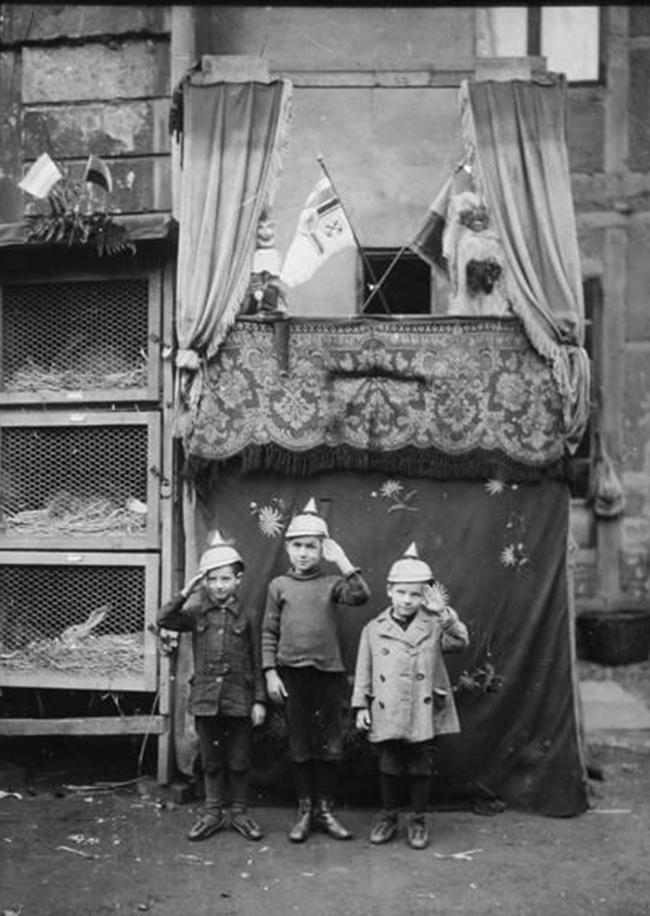
Children in front of a puppet theatre on Hindenburg’s birthday, asi 1915
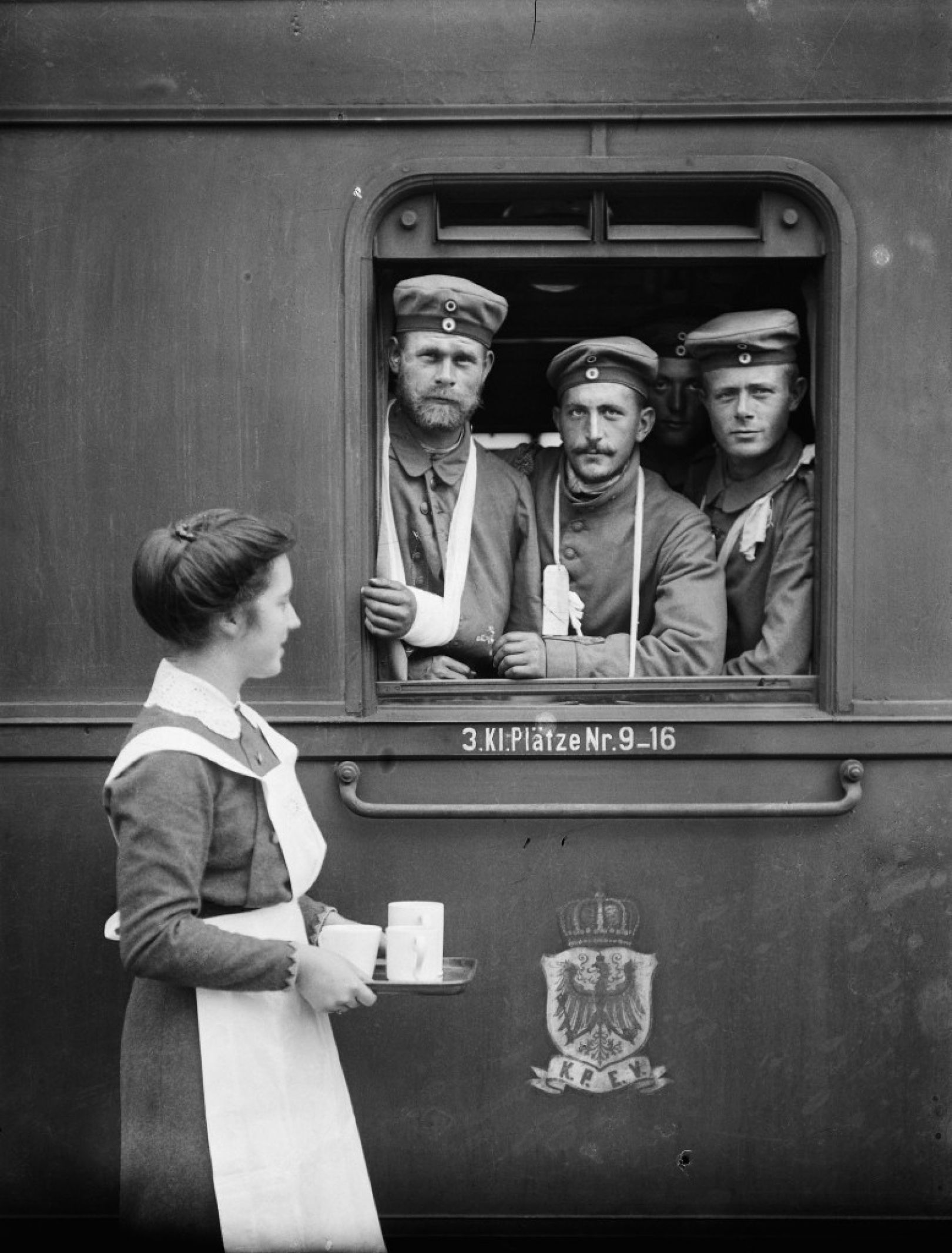
Braunschweig v první světové válce
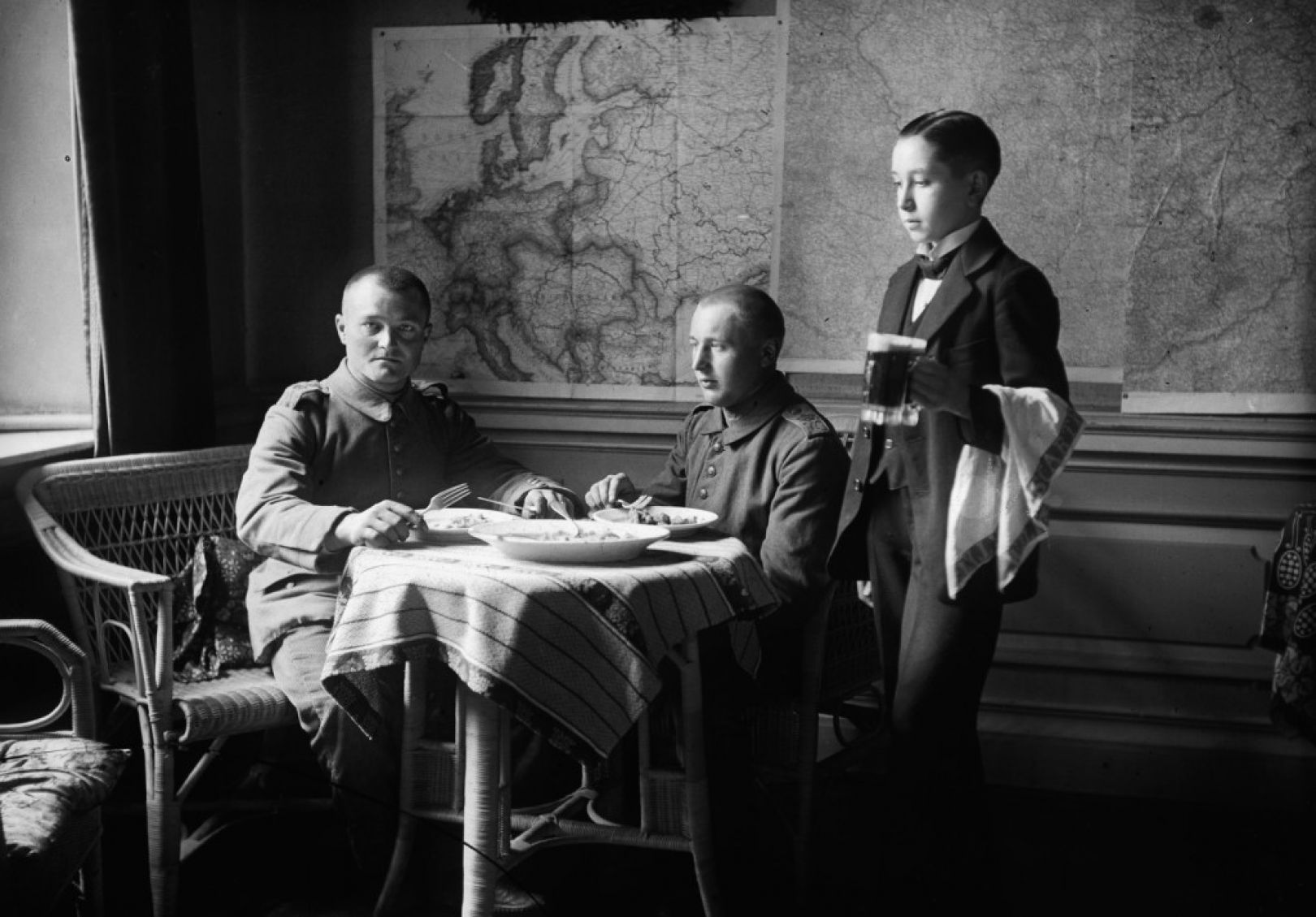
Braunschweig v první světové válce
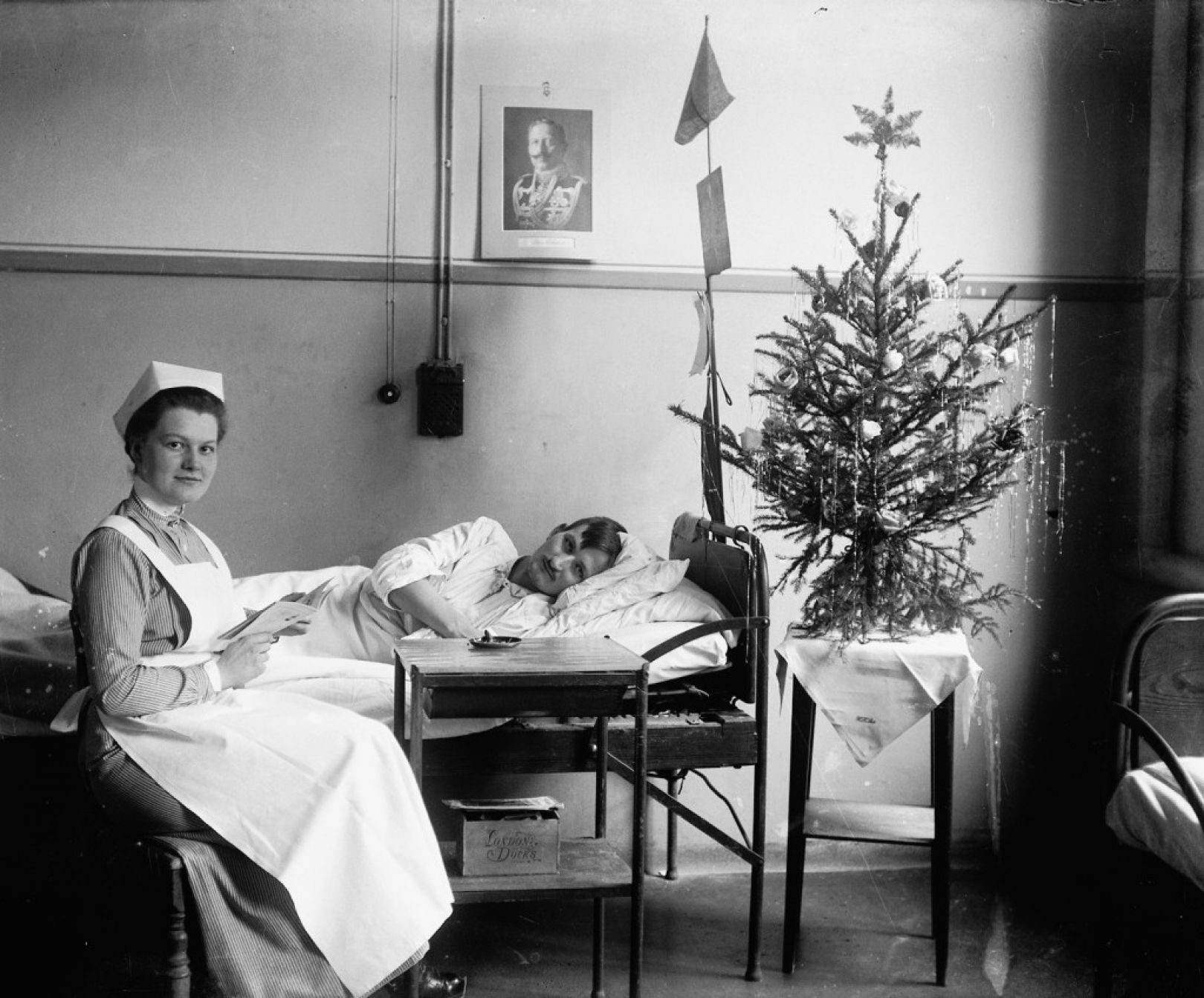
Braunschweig v první světové válce
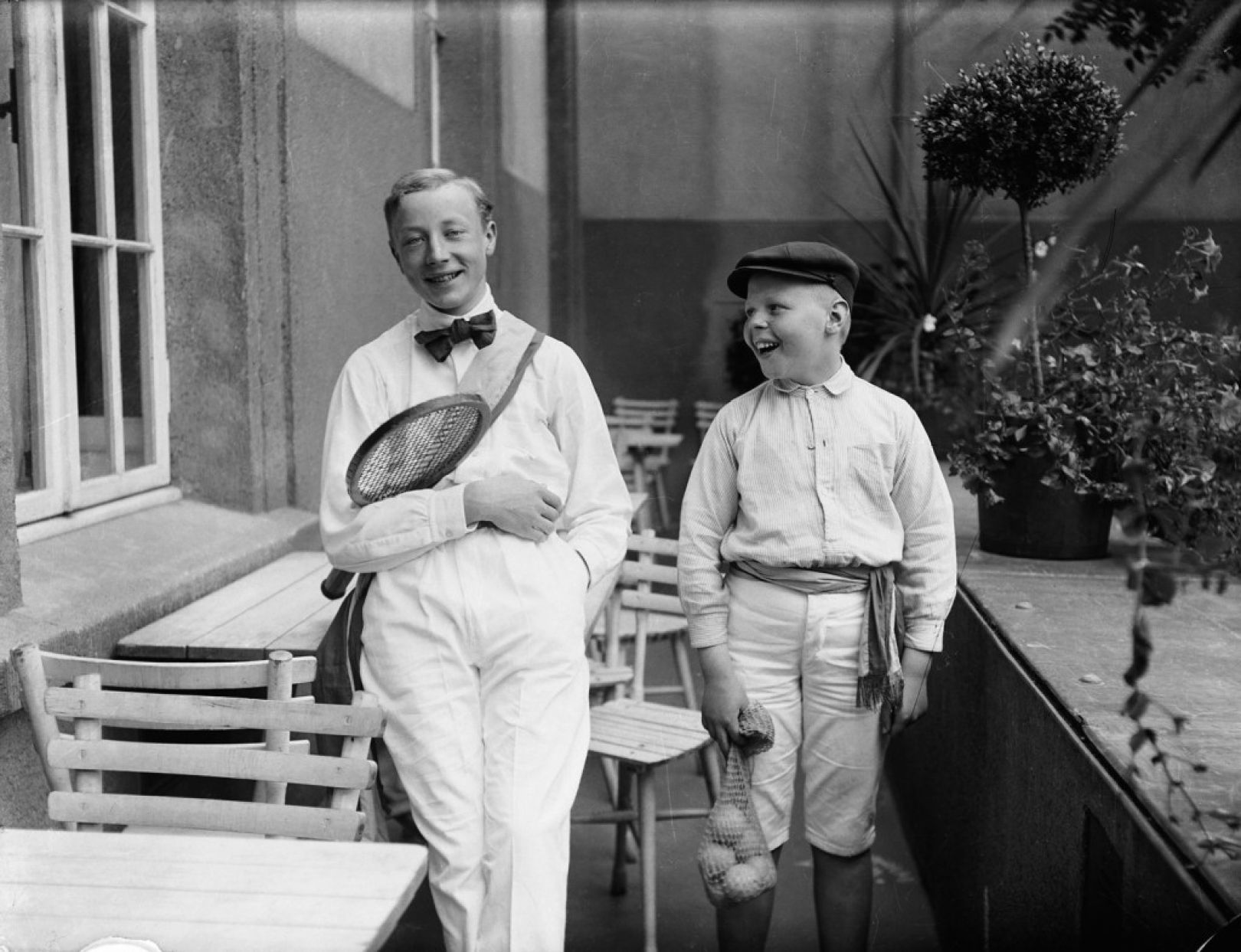
Braunschweig v první světové válce
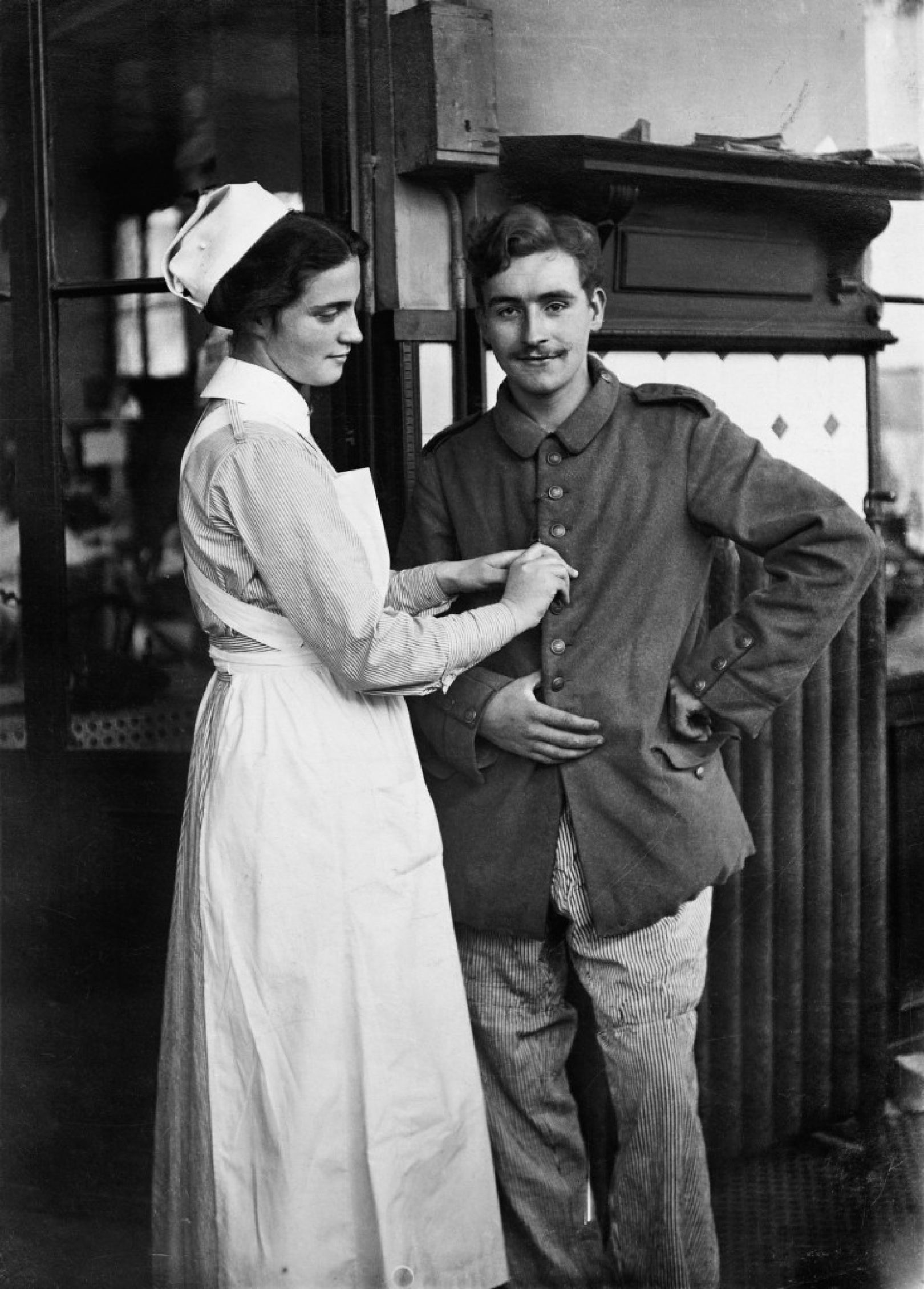
Braunschweig v první světové válce
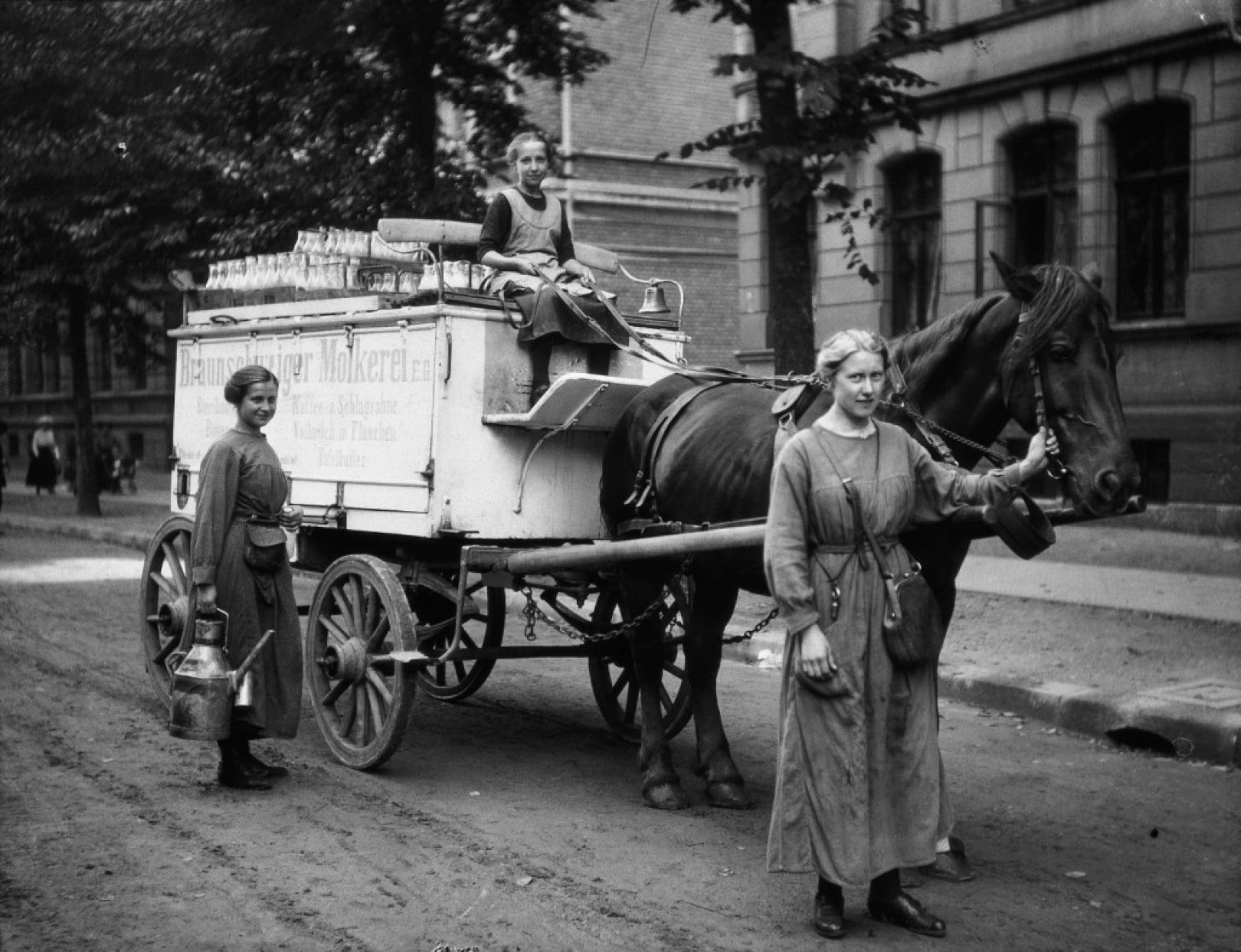
Braunschweig v první světové válce